# Caesalpinia elata
Caesalpinia elata är en ärtväxtart som beskrevs av Olof Swartz. Caesalpinia elata ingår i släktet Caesalpinia och familjen ärtväxter. Inga underarter finns listade i Catalogue of Life.